# Peter Wenzel (Politiker)
Peter Wenzel (* 30. Oktober 1963 in Hamburg) ist ein deutscher Politiker (CDU) und war von Mai 2010 bis März 2011 Staatsrat der Behörde für Wirtschaft und Arbeit in Hamburg. 

## Leben und Beruf
Wenzel besuchte das Gymnasium Willhöden in Hamburg-Blankenese, wo er 1983 das Abitur ablegte. Anschließend erlernte er den Beruf des Bankkaufmanns bei der damaligen Vereins- und Westbank AG. Für das Kreditinstitut war er bis 1993 in verschiedenen Positionen tätig, unter anderem am Standort Luxemburg. 1994 wechselte er zur Beiersdorf AG, wo er Leiter Risiko- und Cashmanagement wurde. Bis 2010 war er Aufsichtsratsmitglied der Wohnungsbaugenossenschaft Bauverein der Elbgemeinden; dann berief Hamburgs Erster Bürgermeister Ole von Beust ihn zum Staatsrat der Behörde für Wirtschaft und Arbeit, heute Behörde für Wirtschaft, Verkehr und Innovation. Nach dem SPD-Wahlsieg bei den Bürgerschaftswahlen im Februar 2011 schied er im März aus der Behörde aus. Wenzel ist IHK-Bankfachwirt und hat den Abschluss eines Certified Corporate Treasurer, den er an der Frankfurt School of Finance in Kooperation mit dem Verband Deutscher Treasurer erworben hat. Er ist verheiratet und hat drei Kinder. Ehrenamtlich betätigt er sich seit 2007 als Vorstandsmitglied der gemeinnützigen Senator-Kirch-Stiftung.

## Politik
1997 wurde Wenzel erstmals in die Bezirksversammlung Altona gewählt. Seit 2003 war er dort stellvertretender Vorsitzender der CDU-Fraktion. In seiner Zeit als Bezirkspolitiker kümmerte sich Wenzel um zahlreiche wirtschaftspolitische Themen. Er trieb den Umbau des Flottbeker Marktes mit voran und setzte sich für den Umbau von Teufelsbrück ein. Sein Mandat im Bezirk legte Wenzel mit der Berufung zum Staatsrat nieder.
Wenzels Amtszeit als Staatsrat war stark vom Einsatz für die Elbvertiefung geprägt. Er brachte das neue Maritime Cluster Norddeutschland mit auf den Weg. In seiner Funktion hatte er zudem Anteil daran, dass Hamburgs Luftfahrtcluster als eines der ausgewählten Spitzencluster des Bundes auch in einer zweiten Phase weiter gefördert wird. Für den Ausbau seiner Strategie vom „Neuen Fliegen“ wurden Hamburg die noch ausstehenden knapp 10 Millionen Euro Fördergelder zugestanden.
Wenzel gilt als „Verfechter einer sozial verantwortlichen Wirtschaftspolitik im Sinne Ludwig Erhards“.